# Aymaresmus celinus
Aymaresmus celinus är en mångfotingart som beskrevs av Chamberlin 1941. Aymaresmus celinus ingår i släktet Aymaresmus och familjen Platyrhacidae. Inga underarter finns listade i Catalogue of Life.